# Fenghuoshan
Fenghuoshan is een spoortunnel in de buurt van Golmud in de provincie Qinghai, China. De tunnel bevindt zich op het traject van de Peking-Lhasa-spoorlijn.
Fenghuoshan is de hoogstgelegen spoortunnel ter wereld, op een hoogte van 4905 meter. De tunnel loopt door een laag permafrost. De tunnel is 1338 meter lang. "Fenghuoshan" is Chinees voor "wind-vulkaan".